# César Aparecido
César Aparecido Rodrigues est un footballeur brésilien, né le 24 octobre 1974 à São Paulo au Brésil qui évolue au poste d'arrière gauche.

## Biographie
Formé à la Juventude, César passe par São Caetano, avant de rejoindre la Lazio Rome en 2001. Il restera à Rome jusqu'en 2006, date à laquelle il sera acheté par l'Inter Milan. Mais il n'a pas le temps de porter le maillot interiste, puisqu'il est prêté dans la foulée, au Corinthians, puis à Livourne, avant de revenir à Milan en 2007. En juin 2008, il est en fin de contrat et est à la recherche d'un club.